# KRYニュースジャンクション
『KRYニュースジャンクション』（ケイアールワイニュースジャンクション）は、山口放送ラジオで2017年4月3日より月曜 - 金曜の夕方に放送されるラジオニュース番組。放送時間は18:00 - 18:20。放送開始時から2023年3月31日までの放送時間は17:15 - 18:20。

## 概要
- 2017年3月30日まで放送された『KRYニュースウェーブ6』を模様替え。放送時間を20分から65分に大幅に拡大し、夕刻時間帯に放送されていた情報番組を一部整理して放送される。
- 2023年4月3日より18:00開始となり『KRYニュースウェーブ6』と同じ放送時間になる。17時台の道路交通情報及び、『ネットワークTODAY』、『時東ぁみの危機耳ラジオ〜その時のために!〜』は放送時間の変更はせず、それぞれ単独番組として継続する。

## 出演者
- （月・火・木）北川かす美
- （水）山本博子
- （金）清家律子

## タイムスケジュール
放送開始時から2023年3月31日まで
- 17:15 - オープニング
- 17:17 - 道路交通情報（16:35枠から移動）、交通取締情報
- 17:20 - KRYニュース（16:30枠から移動）
- 17:25 - KRYスポーツジャンクション
- 17:30 - ネットワークTODAY〈TBSラジオ・フロート番組〉
- 17:45 - 時東ぁみの危機耳ラジオ〜その時のために!〜（15:35枠から移動・フロート番組）
- 17:55 - 今週のおすすめの1曲（放送開始時は17:45-17:50で山口県ローカルジャンクションだったが、のちに危機耳ラジオと枠交換をした。）
- 18:00 - ニュース・天気予報
- 18:11 - 交通情報
- 18:15 - エンディング